# Residenzschloss Dessau
Koordinaten: 51° 49′ 56,4″ N, 12° 14′ 53,5″ O

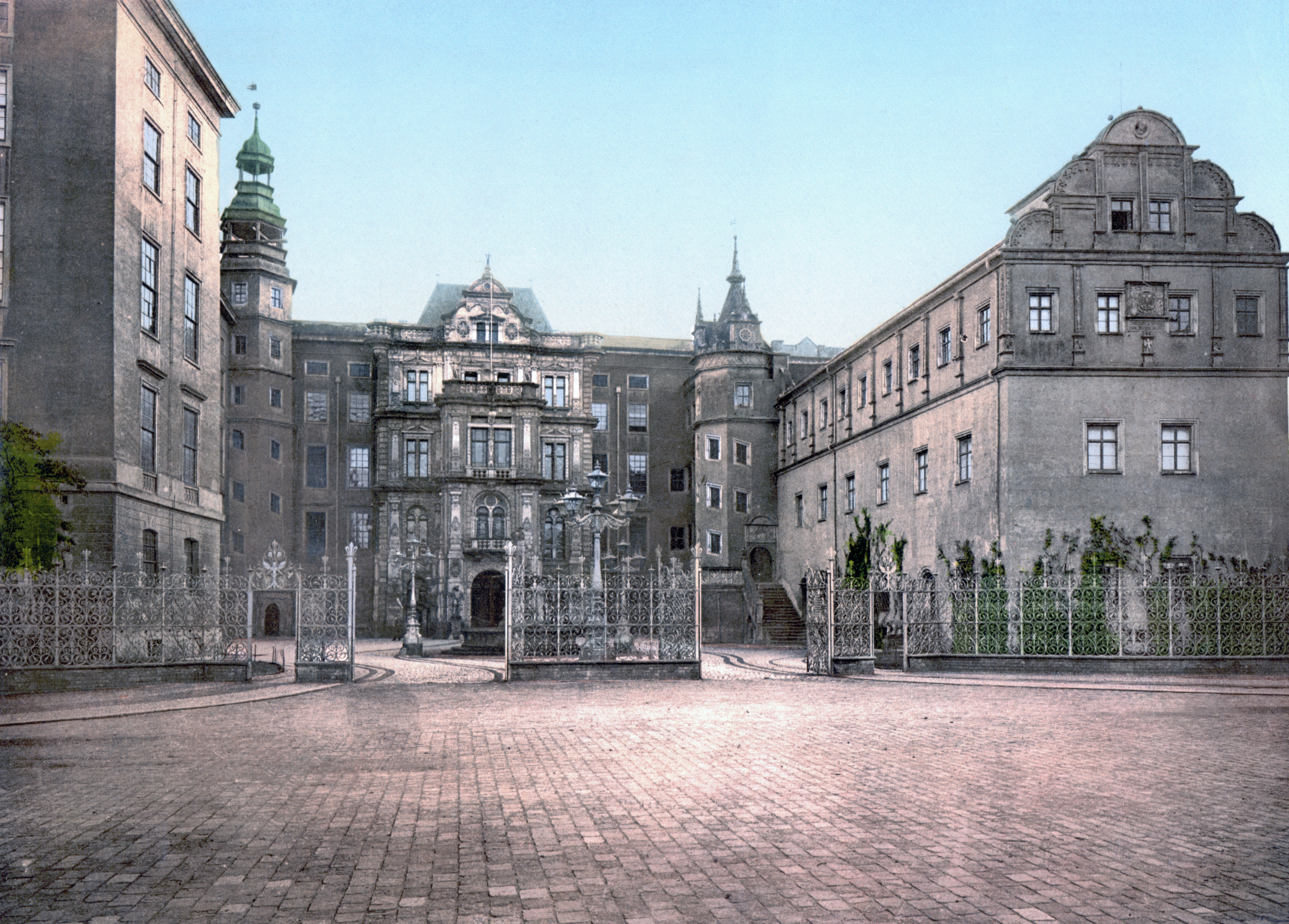
Das Schloss um 1900

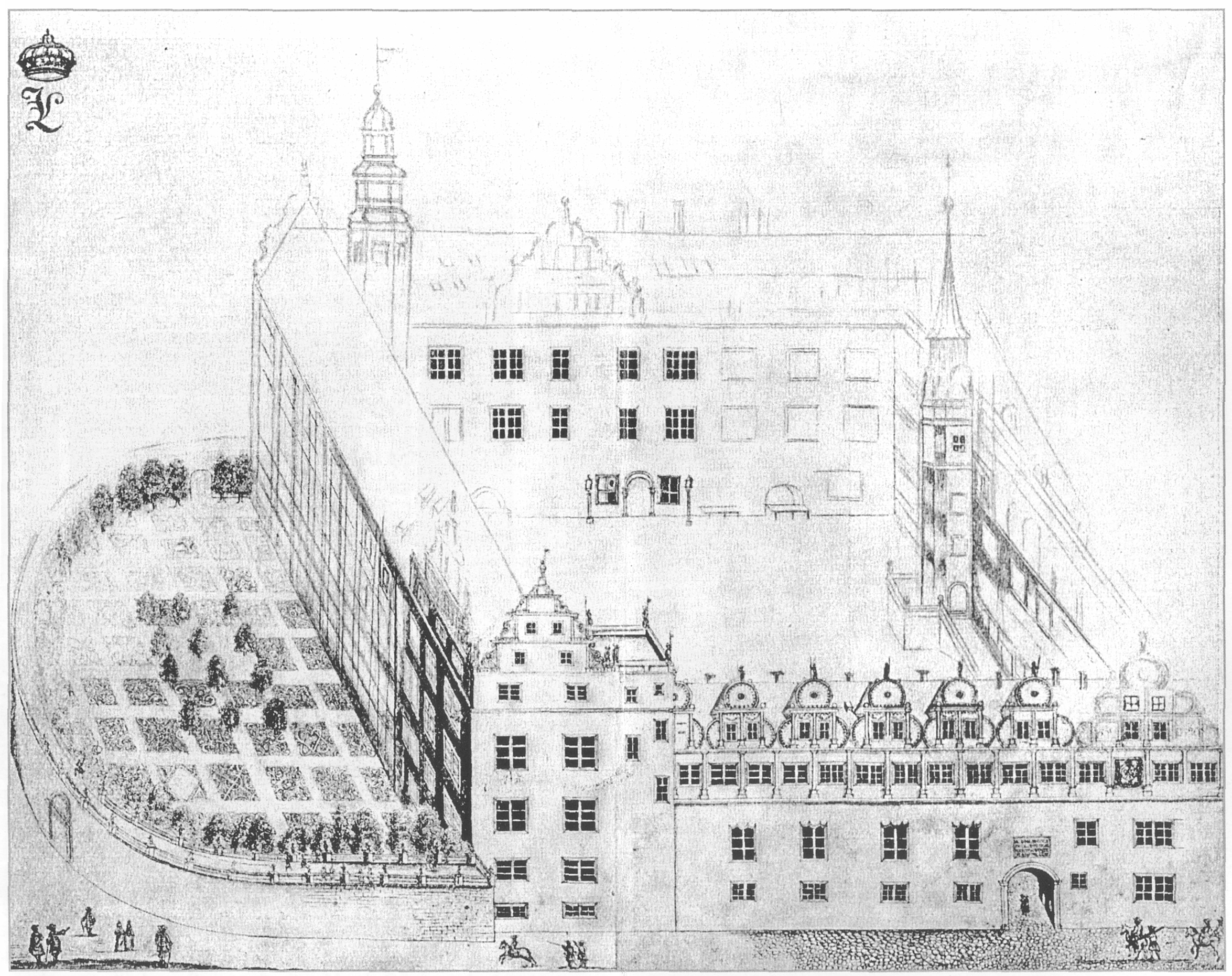
Zeichnung des vierflügeligen Schlosses aus dem 17. Jahrhundert

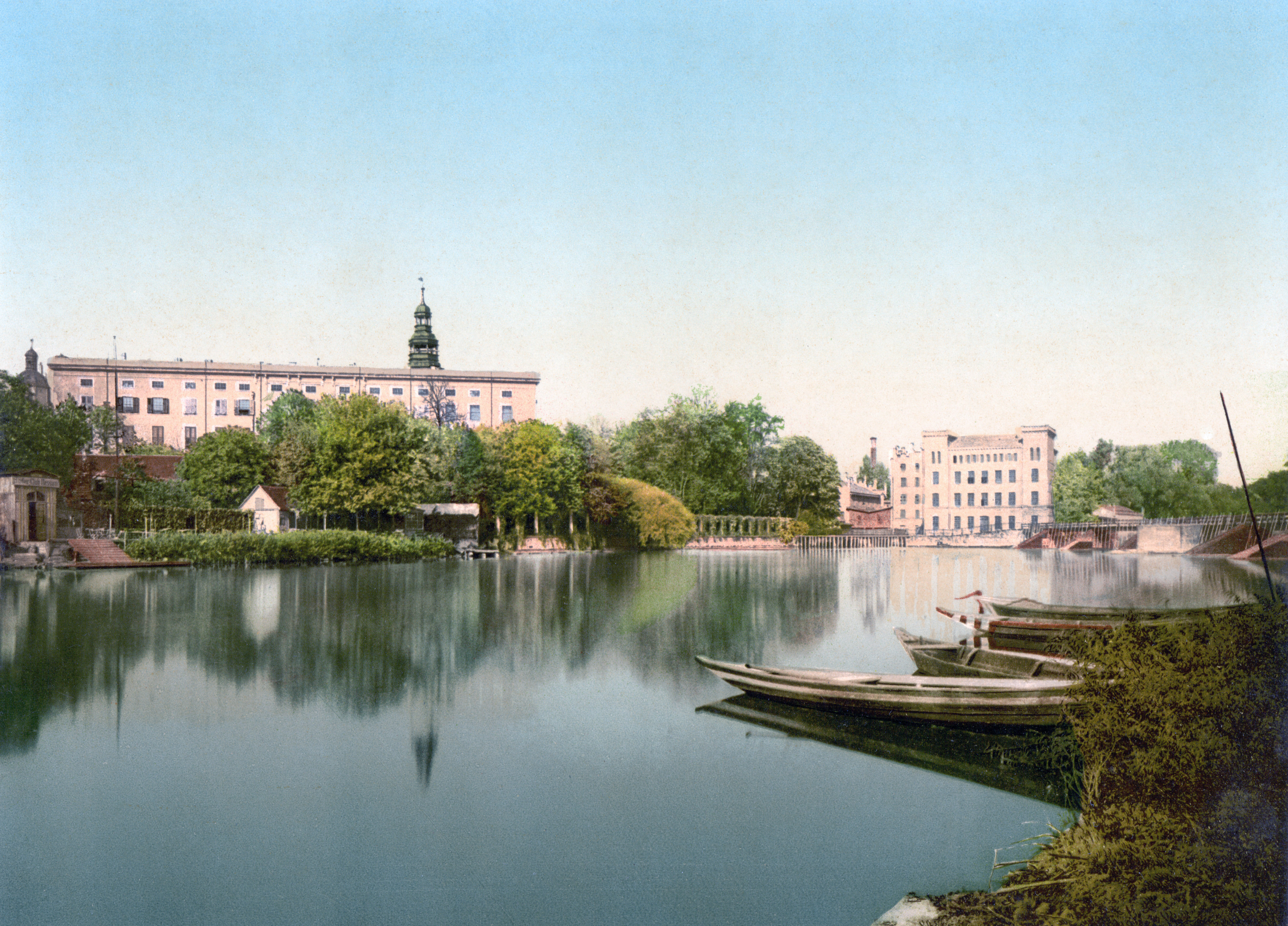
Das Schloss von der Mulde aus (um 1900)

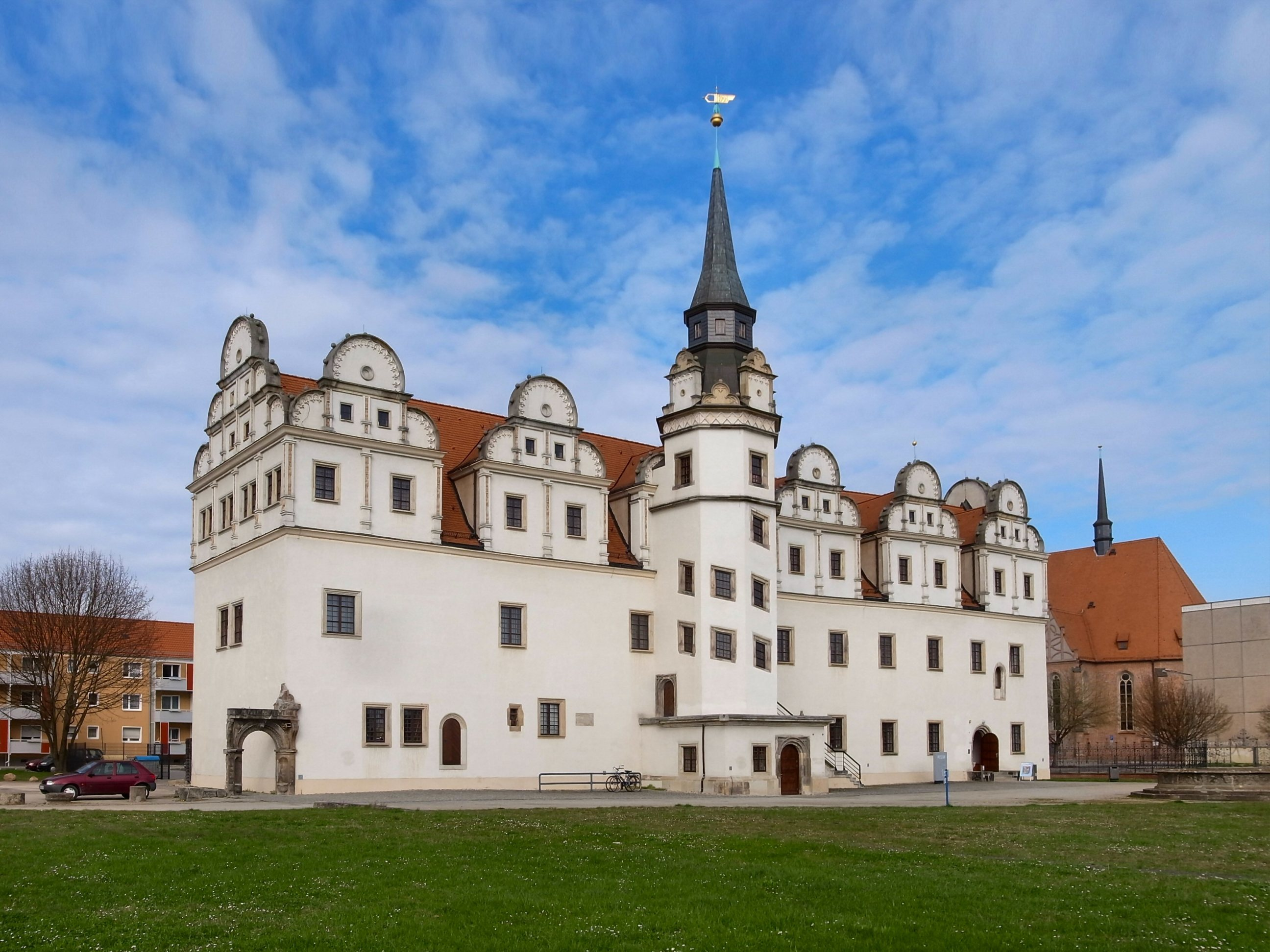
Johannbau heute

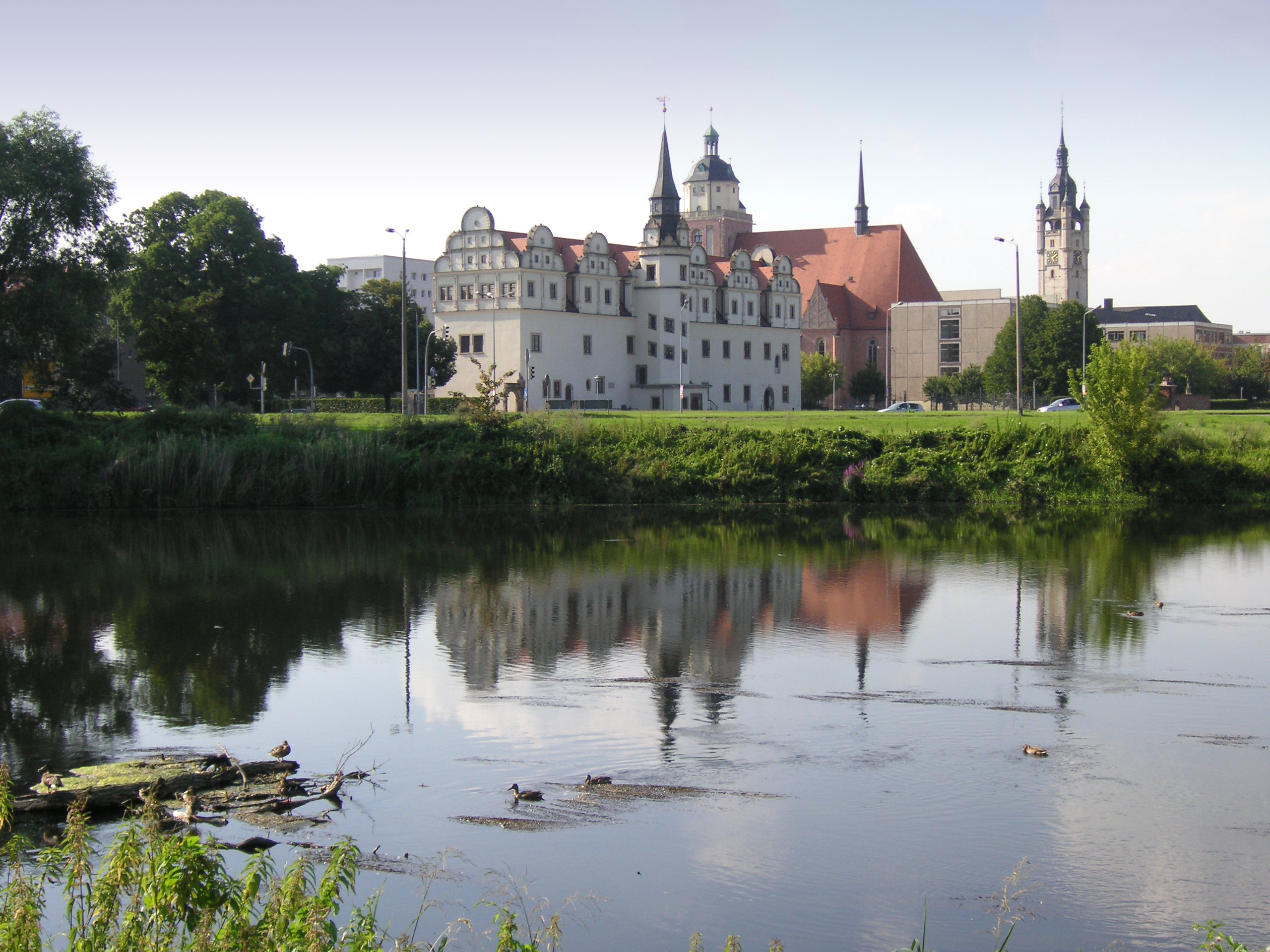
Der Johannbau von der Mulde aus gesehen, dahinter die Marienkirche und der Rathausturm

Das Residenzschloss Dessau, auch Stadtschloss Dessau, ist ein nur noch teilweise erhaltenes Schlossgebäude im Bereich der früheren Altstadt von Dessau, welches den Fürsten und Herzögen von Anhalt-Dessau als Residenz diente. Von der mehrflügeligen Schlossanlage ist heute nur noch der sogenannte Johannbau, der frühere Westflügel und älteste Teil des Schlosses, erhalten. Er war einer der ersten Renaissancebauten in Mitteldeutschland.

## Geschichte
Das Dessauer Residenzschloss wurde ursprünglich 1341 aus den Steinen der vom Mulde-Hochwasser zerstörten Burg Waldeser, auch Burg Waldersee, errichtet. Das Schloss brannte 1405 und 1467 ab. Ein Neubau erfolgte durch die Dessauer Fürstenbrüder Johann IV., Georg III. und Joachim. An der bislang angenommenen Bauzeit von „um 1530/31“ bis 1533 sind Zweifel entstanden, als Briefe der Fürstenbrüder aufgefunden wurden, welche belegen, dass Baustoffe bereits 1528 und 1529 in Sachsen bestellt und 1529 auf der Elbe per Floß herangeschafft worden sind. Daraus ergibt sich, dass ein Baubeginn des Johannbaus bereits im Jahr 1528 anzusetzen ist. Für den gleichzeitig entstandenen Treppenturm ist eine Bauzeit von 1531 bis 1533 gesichert. Benannt wurde der Schlossflügel nach Fürst Johann IV. von Anhalt.
Lange Zeit galt Ludwig Binder (1512–1556), der nachweislich zwischen 1531 und 1554 als Steinmetz für die Fürsten in Anhalt tätig war, als Baumeister des Johannbaus. Sein Steinmetzzeichen befand sich an sechs prominenten Stellen im und am Treppenturm dieses Baus. Heute wissen wir, dass Ludwig Binder zu Baubeginn erst 17 Jahre alt, also noch zu jung war, um der entwerfende Baumeister zu sein. Nach neuestem Forschungsstand wird daher angenommen, dass der Johannbau ein Gemeinschaftswerk von Bastian Binder und seinem Sohn(?) Ludwig war. Bastian Binder stand u. a. als erzbischöflicher Bau- und Werkmeister in den Diensten des Kardinals Albrecht von Brandenburg. Belegen zufolge hielt er sich 1531/32 mehrfach in Dessau auf.
Stilistisch wird der Johannbau der Frührenaissance zugeordnet, da der Bauschmuck an den Rundbogengiebeln, Fenstern, Portalen sowie im Altan und dem darüber aufsteigenden Wendelstein charakteristische Merkmale, wie Kugeln und Lilienmaßwerkfriese, aufweist. Die Formensprache entspricht der Übergangszeit von der Spätgotik zur Renaissance, wie man sie auch bei anderen frühen Bauwerken der Sächsischen Renaissance findet.
Von 1571 bis 1580 wurde der Johannbau erstmals ausgebaut. Der Nordflügel, der 1571 erstmals erwähnt wird, wurde 1708 von Fürst Leopold abgebrochen und das Schloss damit zu einer Dreiflügelanlage. Zwischen 1748 und 1753 wurde der Bau nach Entwürfen von Georg Wenzeslaus von Knobelsdorff umgestaltet und erweitert. Dabei blieb der Westflügel, anders als im Entwurf geplant, erhalten. Lange Zeit wies der alte Johannbau in allen Etagen nur langgestreckte Säle auf, in denen die Reiterei und das berittene Gefolge herrschaftlicher Gäste des Hofes untergebracht waren. Eine Aufteilung in kleinere Räume erfolgte erst später. Der Ostflügel mit Blick auf die Mulde und den Tiergarten, einen Auenwald jenseits des Flusses, beherbergte die Gemächer der fürstlichen Familie. Im Südflügel befand sich über der Hofküche der prachtvolle Festsaal.

Details
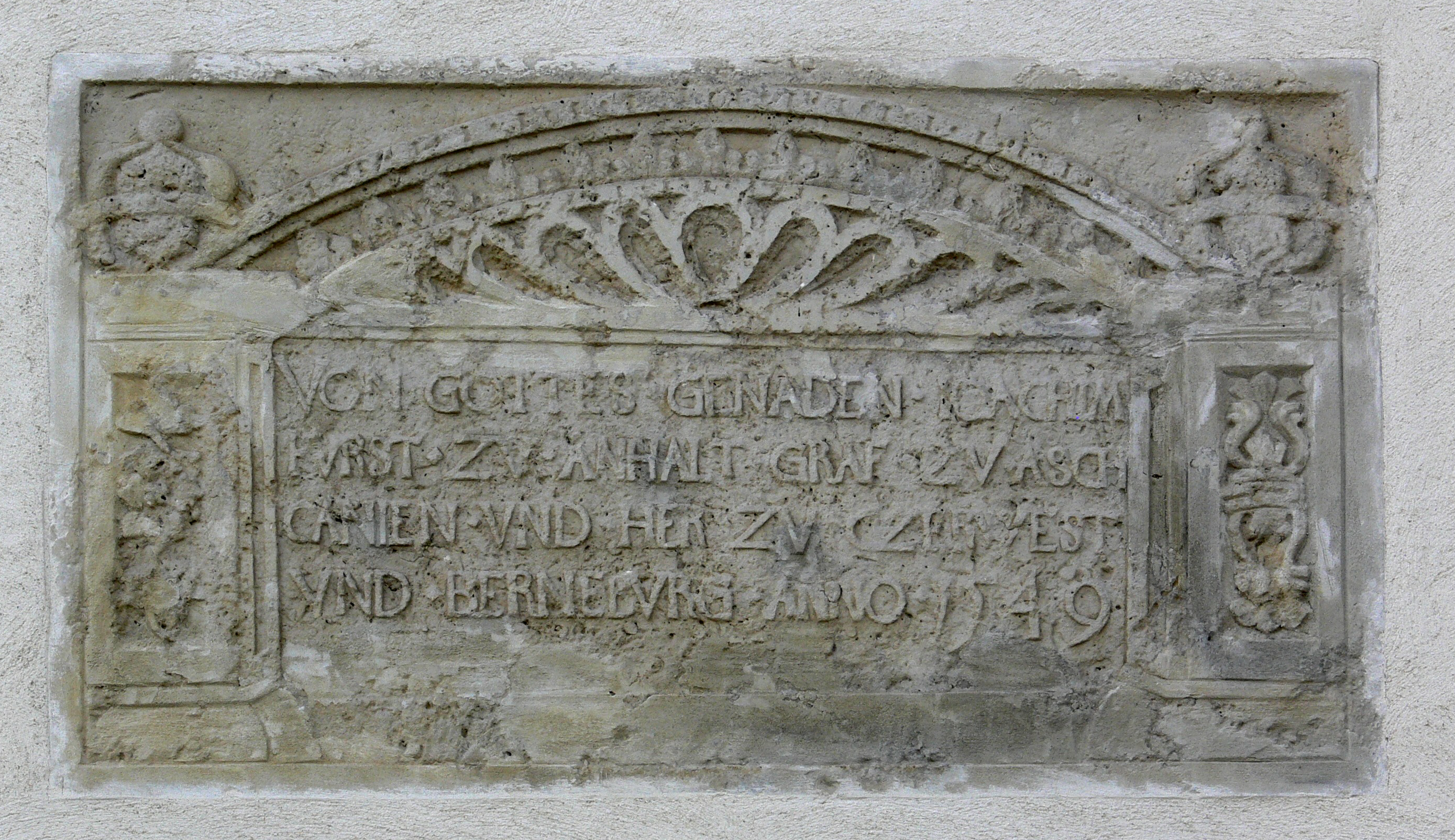
Inschrift von 1549
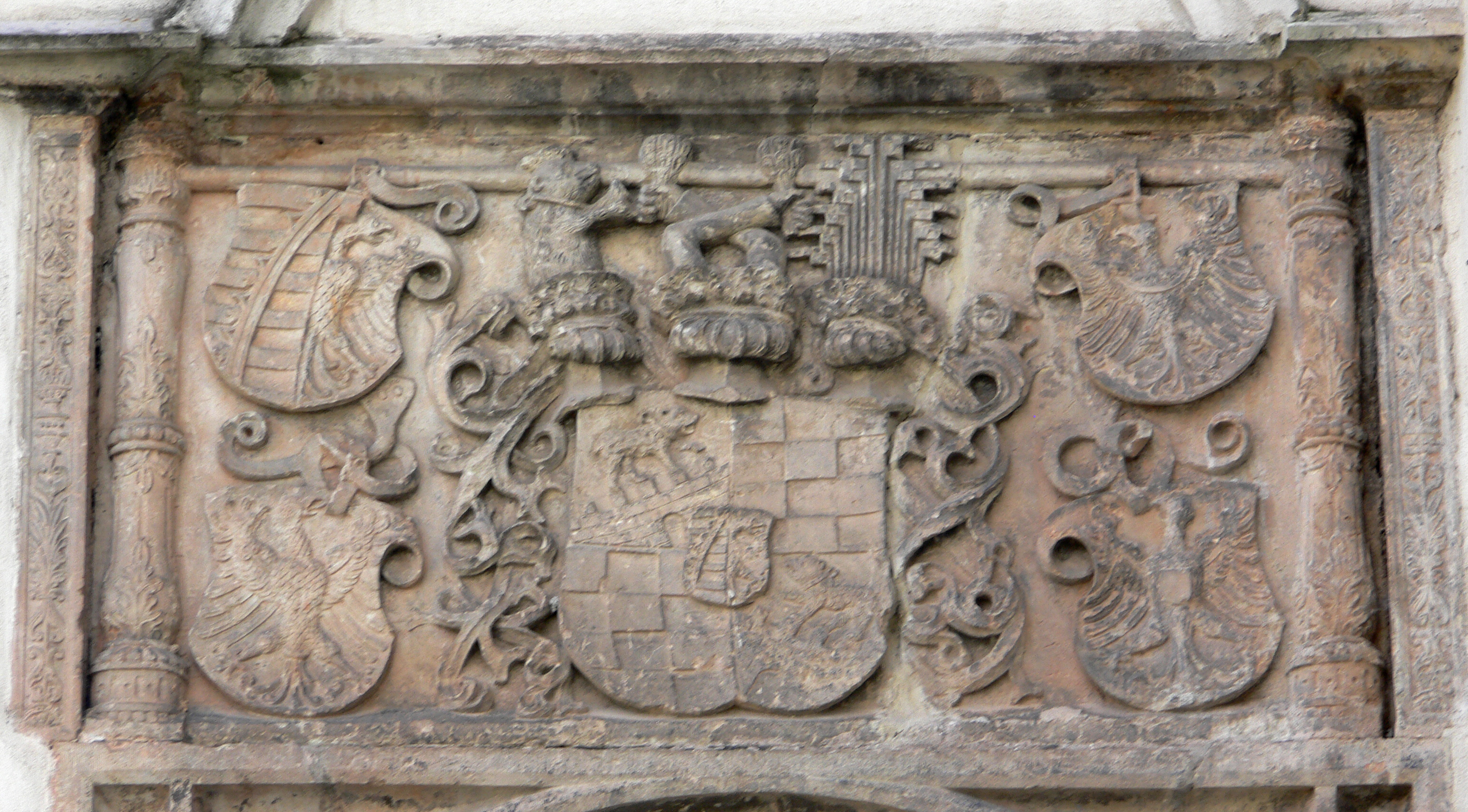
Detail des Portals

1777 wurde durch Friedrich Wilhelm von Erdmannsdorff aus Holz ein Theater in der Schlossanlage eingerichtet. Der Maler Johann Heinrich Beck schuf für das herzogliche Schloss eine Kopie der Sixtinischen Madonna. Von 1812 bis 1813 wurde der Westflügel durch Ausbau des Dachgeschosses aufgestockt. Dabei wurden ihm die Seitengiebel abgenommen. Nach 1830 wurde der Raum des Schlosstheaters in den neu gestalteten Wohnbereich der herzoglichen Familie von Anhalt einbezogen. 1874 wurde ein weiterer Treppenturm im Stil der Neorenaissance durch Rudolf von Normann und Gustav Richter errichtet. 1875 lieferte Gottfried Polysius schmiedeeiserne Tore für das Schloss.
Am 7. März 1945 wurde das Schloss im Zweiten Weltkrieg beim 19. und schwersten der Luftangriffe auf Dessau durch Spreng- und Brandbomben schwer beschädigt, Ost- und Südflügel nahezu vollständig zerstört. Die schwer beschädigten Flügel wurden später gesprengt. Der Johannbau blieb als schwer beschädigte Ruine erhalten und wurde noch während der DDR-Zeit unter Denkmalschutz gestellt. Er erhielt jedoch erst 1957 ein notdürftiges Dach. Das Landestheater Dessau nutzte viele Jahre Teile der Ruine als Lager für Kulissen.
Von 1990 bis 1997 und 2001 bis 2005 wurde der Johannbau mit Mitteln der Stadt Dessau, des Bundes, des Landes Sachsen-Anhalt und der Lotto-Toto GmbH Sachsen-Anhalt saniert und in seiner ursprünglichen Gestalt mit den Rundbogengiebeln wiederhergestellt. 1993 wurden von der Südwand Putzreste mit einer Illusionsmalerei aus dem Jahr 1549 abgenommen und konserviert. Das Innere des Johannbaus ist im Krieg vollständig verloren gegangen. Es wurden daher neue Decken und Wände eingezogen und Raumstrukturen geschaffen. Das Innere des Treppenturms war, trotz der starken Brandspuren, in seiner Substanz weitgehend erhalten und konnte rekonstruiert werden. Die Haube des Treppenturms wurde wieder in ihre ursprüngliche Form gebracht. Lediglich der Altan ist noch nicht komplett rekonstruiert.
Dessau war im Jahr 2000 Korrespondenzstandort der Expo 2000 in Hannover. Der EXPO 2000-Pfad mit 25 Stationen verband städtebaugeschichtlich bedeutende Objekte verschiedener Epochen. Zwischen 1998 und 2001 beherbergte der Johannbau die EXPO GmbH Sachsen-Anhalt, das lokale Organisationsbüro.
Im August 2005 wurde der rekonstruierte Johannbau der Öffentlichkeit übergeben. Er wird seitdem als Museum für Stadtgeschichte genutzt.
Ein im September 2019 durchgeführter Bürgerentscheid, der sich für eine rekonstruierte Bebauung in Anlehnung an die historische Bebauung des angrenzenden Dessauer Schlossplatzes einsetzte, scheiterte knapp am Quorum. Es fehlten 432 Stimmen für die Abstimmung. Der Energiekonzern Getec beabsichtigte das Grundstück in zentraler Innenstadtlage sehr günstig zu erwerben und mit einem Low-Budget-Hotel in stark reduzierter Architektursprache zu errichten. Zugleich äußerte Getec bereits vor dem Bürgerentscheid, bei klarer Ablehnung der Dessauer Bevölkerung von diesem Bauvorhaben abzurücken, auch wenn der Bürgerentscheid das Quorum nicht überschreiten sollte.